# Six Crimes sans assassin
Pour le film homonyme, voir Six Crimes sans assassin (téléfilm).
Six Crimes sans assassin est un roman policier de Pierre Boileau, publié en 1939. 
Le roman a pour particularité d'exposer six meurtres successifs en chambre close.
Il a fait l'objet d'une adaptation sous la forme d'un téléfilm diffusé en 1990 : Six Crimes sans assassin.

## Personnages
- Le tueur en série
- Les enquêteurs
  - André Brunel : détective privé
  - Le narrateur : ami intime de Brunel
  - Roland Charasse : avocat
  - Girard : brigadier-chef
  - Limeux : policier
- Autres personnages
  - M. Gaucher : concierge
  - M. Mourier : locataire de l'immeuble
  - Dr Lucan : médecin
  - Armand : domestique de Roland Charasse
- Les victimes
  - Marcel Vigneray (première victime)
  - Simone Vigneray (deuxième victime)
  - Adèle Blanchot (troisième victime)
  - Roland Charasse (quatrième victime)
  - Julien Blanchot (cinquième victime)
  - Alfred (sixième victime)

## Résumé
Les deux premiers chapitres sont racontés par un « narrateur objectif ». Les chapitres 3 à 12 sont énoncés par un narrateur sujectif qui est l'ami intime d'André Brunel.
- Premier et deuxième crimes (chapitres 1 et 2)

Un soir, vers 19 h 15, rue Greuze à Paris. Les habitants d'un immeuble bourgeois sont alertés par les appels au secours proférés par Simone Vigneray. La fenêtre du son salon étant ouverte, on peut apercevoir depuis l'immeuble d'en face la violente agression dont sont victimes Mme et M. Vigneray. Des voisins montent jusqu'au domicile des Vigneray, situé au troisième étage. Deux coups de feu retentissent, puis deux autres quelques instants après. Le concierge de l'immeuble, muni de son revolver, et quelques voisins pénètrent dans la maison. Le cadavre de M. Vigneray gît sur le parquet ; Mme Vigneray a été grièvement blessée et se trouve inconsciente.
L'appartement est passé au peigne fin mais on n'y trouve pas le meurtrier ! En effet, ni le salon, ni les chambres, ni la cuisine, ni la salle de bains et les toilettes ne contiennent l'agresseur. Ce dernier n'a pu sortir que par la porte d'entrée (mais les voisins n'ont vu personne en sortir), par la fenêtre du salon (mais les voisins de l’immeuble d'en face n'ont vu personne quitter les lieux par la fenêtre) ou la porte de service (mais elle est verrouillée de l'intérieur). Nulle trace d'effractions, ni de vitre cassée, et la cheminée n'a qu'un conduit très fin qui ne permet pas le passage d'un être humain ni d'un animal. Aucune fenêtre autre que celle du salon a été ouverte et elles sont toutes fermées de l'intérieur. L'arme du double crime a disparu. Tout suicide est exclu : Marcel Vigneray a reçu deux balles dans la nuque, et son épouse a reçu une balle dans le dos.
- Troisième crime (chapitre 3)

L'avocat Roland Charasse, cousin de M. Vigneray, arrive sur les lieux. Intime du couple, il avait été invité pour un dîner le soir-même afin de fêter le retour de son cousin d'une tournée commerciale en Normandie. Apprenant ce qu'il s'est passé, il est effondré. Heureusement l'enfant du couple (Janine, trois ans) n'était pas au domicile de ses parents et se trouvait chez sa grand-mère. Le mystère sur la mort du couple et sur le sort de l'assassin étant entier, le commissaire chargé de l’affaire fait appel au détective André Brunel. Celui-ci arrive peu après sur les lieux avec son ami intime, qui sera le narrateur du récit jusqu'à la fin du roman. 
On constate vite une chose bizarre : la bonne du couple, Adèle Blanchot, était absente sur les lieux lors du drame. C'est étonnant : où se trouve-t-elle ? Le commissaire a perquisitionné sa chambre (située au 6e étage) mais Adèle Blanchot n’y était pas. Brunel examine l'appartement bourgeois où a eu lieu le drame, puis se rend avec le commissaire et Charasse au minuscule logement d'Adèle : on découvre le cadavre de la jeune femme sur son lit ! Elle a été abattue à bout portant. Ultérieurement, on apprendra qu'elle a été tuée avec la même arme qui a servi à tuer ses patrons. Le mystère est d'autant plus grand qu'après avoir refermé à clef le logement, le commissaire avait ordonné à un policier de faire les cent pas sur le palier du sixième étage et que le policier dit n'avoir vu personne entrer ou sortir du logement.
- Tentative d'empoisonnement (chapitre 4)

Les enquêteurs craignent que Julien Blanchot, l'époux d'Adèle, domestique des Vigneray comme elle, soit le suivant à être exécuté par le meurtrier. En effet, si la bonne a été tuée car elle en « savait trop », c'est peut-être aussi le cas de son mari. Ce dernier se trouve actuellement dans la résidence secondaire des Vigneray près du Mans ; il y avait été envoyé par M. Vigneray pour préparer la maison dans l'optique de quelques jours de congés que le couple devait y passer dès le lendemain. Vers 22 h, Julien Blanchot est averti téléphoniquement par Brunel et Charasse : il doit se barricader dans la maison car on craint un attentat contre sa vie. Il ne doit ouvrir à personne d'autre que Brunel et Charasse, qui projettent de le rencontrer dès le lendemain matin. Ces derniers ne l'informent pas de la mort de son épouse, estimant devoir taire jusqu'au lendemain cette information. Ils décident de se rendre au Mans par le premier train quittant la gare Montparnasse, à 6 h 50.
Après une courte nuit, Brunel, le narrateur et Girard se retrouvent devant la gare Montparnasse. Mais à 6 h 50, Charasse n'est toujours pas arrivé. Faut-il prendre le train sans lui ou aller le voir ? Brunel décide d'aller le voir, espérant que rien de sérieux n'a empêché l'avocat de les rejoindre. Charasse n'étant pas à son domicile rue Guynemer (Paris), les enquêteurs se rendent à son cabinet de travail. 
On y découvre Charasse évanoui. Un examen rapide du corps montre qu’il a été empoisonné par l’absorption d'une substance dissoute dans son café (ceci sera confirmé dans les heures suivantes par une analyse de sang). Il est emmené à l'hôpital pour y être soigné en urgence. On ignore comment le meurtrier a pu pénétrer dans le cabinet de l’avocat, y verser du poison dans le café et en sortir sans être remarqué par quiconque.
- Quatrième crime (chapitre 5)

André Brunel, son ami le narrateur et le brigadier-chef Girard se rendent en automobile près du Mans, dans la propriété de campagne des Vigneray. Lorsqu'ils y arrivent, ils ne tardent pas à découvrir que Julien Blanchot, l'époux d'Adèle, est mort lui-aussi. Là encore, le mystère est entier : alors que pour la mort des Vigneray, on avait affaire à un meurtrier dont on ignorait comment il était sorti de l’appartement, ici on ignore comment il a pu y entrer. En effet les volets sont fermés de l'intérieur, la porte est verrouillée de l'intérieur, la cheminée ne permet pas le passage d'un être humain.
Après avoir alerté la gendarmerie locale, les trois enquêteurs rentrent à Paris. En fin de soirée, ils se rendent à l'hôpital où est soigné Roland Charasse. L'avocat a subi un lavage d'estomac et s'est remis de la tentative d'empoisonnement. Il ignore qui a fait le coup et comment ; il confirme qu'il a bu une tasse de café et qu'immédiatement après il a senti le poison agir.
- Cinquième crime

- Sixième crime